# Magnus Gabriel De la Gardie
Magnus Gabriel De la Gardie, född 15 oktober 1622 i Reval (nuvarande Tallinn), Estland, död 26 april 1686  på Venngarns slott nära Sigtuna, Stockholms län (Uppland), var en svensk greve, riksmarskalk, riksdrots, rikskansler och diktare. Han var son till Jakob De la Gardie och Ebba Brahe. Han ligger begravd i Varnhems klosterkyrka i Varnhem, Västergötland.

## Biografi
Magnus Gabriel De la Gardie studerade vid Uppsala universitet och Leidens universitet, och vistades en tid i Frankrike. Vid sin återkomst till Sverige deltog han i Torstensons krig  och blev 1645 överste vid Livgardet. Han ansågs vacker, belevad, bildad och spirituell, och vann drottning Kristinas ynnest och begåvades med höga utmärkelser och stora förläningar. Enligt vissa rykten, dock med all sannolikhet falska, skall han ha varit drottningens älskare. Han led dock av kval att förlora drottningens uppmärksamhet under tiden i Paris enligt historikern Peter Ullgren. År 1646 reste han som extraordinarie ambassadör till Frankrike där han utöver sin ambassadörtjänst deltog i baler, soireér, fester och mottagningar. Under tiden i Paris knöt han kontakter med eliten i Frankrike och utlänningar på liknande ärenden som han själv. De la Gardie var dock oförsiktig med sina pengar under ambassaden och den blev skuldsatt. Han hade blivit utskriven 263 683 daler silvermynt (ca 7,4 miljoner kronor i 2015 års värde) för ambassaden men hade också spenderat 100 000 riksdaler som skulle ha spenderats på understöd till de svenska arméerna. Utöver det hade han också gjort slut på sina egna pengar.  Han blev år 1647 riksråd med säte i Krigskollegium. År 1653 förlorade De la Gardie sin gunst hos drottningen efter en omfattande förtalskampanj, och suspenderades från sina ämbeten och förvisades i december samma år från hovet. Med Karl X Gustavs tronbestigning återvann De la Gardie konungagunsten, bland annat därför att Karl X Gustav var bror till De la Gardies hustru Maria Eufrosyne av Pfalz. 
Äktenskapet med Maria Eufrosyne av Pfalz ingicks år 1647 och bröllopsfesten hölls på Stockholms slott den 7 mars 1647 och arrangerades av Drottning Kristina. Maria fick en brudskatt på 20 000 gyllen och Magnus gav henne en morgongåva bestående av delar i friherreskapet Ekholmen och grevskapet Läckö. Drottningen gav Maria kungsgården Höjentorp som inkluderade 54 hemman. Med Maria hade paret barnen Gustaf Adolf De la Gardie (1647–1695), Catharina Charlotta De la Gardie (Magnusdotter) (1655–1697) och Hedvig Ebba De la Gardie (Magnusdotter) (1657–1700).

Magnus och Maria Eufrosyne av Pfalz-Zweibrücken, 1625–1687.

År 1648 blev De la Gardie general i Tyskland och deltog som sådan i Prags belägring där han den  3 oktober ledde några brigader i ett anfall mot stadsportatna. Svenskarna lyckades med att komma innanför stadsporten men avvärjdes efter ett par timmar hård närstrid. Lördagen den 14 oktober 1648 skrevs ett fredsdokument under i Osnabruck som avslutade stridigheterna.
I efterdyningarna av freden belönades det svenska manskapet med penning summor. Magnus Gabriel fick personligen 45 000 riksdaler. (Cirka 17 miljoner kronor enligt 2015 års värde). Karl X Gustav (då generalissimus av armén) fick 60 000 riksdaler och Carl Gustaf Wrangel fick 80 000.
År 1649 blev de la Gardie generalguvernör i Livland, 1651 riksmarskalk och överstemarskalk och riksskattmästare 1652. Han var även från 1654 generalguvernör i Västergötland och kansler för Uppsala universitet. I januari 1655 återinsattes han som riksskattmästare, men som såväl olämplig och själv mer intresserad av den militära banan blev han i juni samma år istället på nytt generalguvernör i Livland med uppdrag att som kungens löjtnant sörja för hela krigsväsendet i Östersjöprovinserna. Han fick även i uppdrag att med den livländska armén rycka in i Polen och där förena sig med de från Pommern utgående svenska styrkorna. Vid löningen av denna uppgift visade han mer diplomatisk än militär skicklighet. De med Polen missnöjda och av ett ryskt anfall hotade litauerna förmåddes att frivilligt ansluta sig till Sverige, men på grund av De la Gardies underlåtenhet att med väpnad påtryckning påskynda förhandlingarna fördröjdes uppgörelsen så länge, att ryssarna hann besätta Vilna och Kovno och därigenom hota den svenska marschlinjen. Hären, som redan i mitten av juni brutit upp från Riga, kunde först i december förenas med kungens armé i Elbing. Tydligare visade han sin brist på militär förmåga vid Östersjöprovinsernas försvar mot ryssarna 1656–1657. Genom huvudlösa dispositioner blottställdes Livland, och endast genom fiendens oföretagsamhet undgicks en erövring.[källa behövs] Han ådrog sig härigenom kungens häftiga missnöje och skildes i december 1657 från befälet. 1659–1660 var han förste legat vid Olivakongressen.
Vid Karl X Gustavs död blev Magnus Gabriel i enlighet med en utnämning dagen före kungens död 1660 rikskansler, men först efter ständernas bekräftade val erkändes han som sådant i oktober 1660. I enlighet med kungens testamente blev han medlem av Karl XI:s förmyndarregering, och var ledare av förmyndarregeringen åren 1660–1672.
Magnus Gabriel blev år 1680 riksdrots, vilket innebar en reträtt från rikspolitiken. Förmyndarräfsten och reduktionen drabbade honom hårt och han fick bara behålla två slott: Venngarn och Höjentorp – en motgång som bland annat kom till uttryck i dikterna O Jesu! när jagh hädan skal och Kom, Jesus, du min Frälserman. Sin största insats gjorde De la Gardie som frikostig mecenat och främjare av konst och vetenskap. På hans initiativ inrättades år 1666 Antikvitetskollegium.
Såsom en av rikets största jordägare uppmuntrade han förläningssystemet och stimulerade knappast till någon större sparsamhet. Hans franskvänliga utrikespolitik och olyckorna under 1675–1679 års krig medförde att han förlorade sitt inflytande. Han byggde och underhöll flera slott: Makalös, Karlbergs slott (om- och tillbyggnad), Venngarns slott, Läckö slott, Mariedals slott, Jacobsdal (senare Ulriksdals slott), Kägleholm i Väringen och Höjentorp. Han hade som förläning en tid även slotten Magnushov och Arensburg  på Ösel, vilka han dock 1653 fick återlämna och sedan lämnade med övriga Ösel till exildrottningens underhåll. Uppgifterna om hans rikedom, frikostighet och relativa fattigdom mot slutet av livet, skall ses mot bakgrund att han fullständigt lär ha saknat sinne för hushållning. Den tidens fordringsägare hade inte några effektiva legala medel för att hävda sin rätt mot människor i hans samhällsställning.
Den italienske diplomaten Lorenzo Magalotti beskrev Magnus Gabriel De la Gardie på följande sätt: "Han är säkerligen den vackraste man i världen, med ett livligt snille och en naturlig vältalighet. Han talar latin, italienska, franska, tyska och holländska, han har mer än medelmåttiga kunskaper i historia, saknar icke studier i filosofi, förstår utmärkt väl politiska frågor och är synnerligen välunderrättad om Europas politiska förhållanden." "Men han är", skriver Magalotti, "den sämste hushållare och den störste slösare i världen, håller en talrik betjäning, ett stort bord och ger ut stora summor för sitt bohag, sina trädgårdsanläggningar och byggnadsföretag – det sägs, att han samtidigt håller på att bygga på fyrtio eller femtio olika ställen." Karl Bonde, som i sina Anekdoter till svenska historien prisar rikskanslern för vältalighet och "ett härligt utvärtes anseende", talar också om De la Gardies bristande fasthet i viljan och hans slösaktighet, som gjorde honom i stånd att "förtära hela konungariken, där de hade varit i hans välde".
Magnus de la Gardie dog den 26 april 1686 i sin säng på Venngarns slott. Han förärades en statsbegravning i Riddarholmskyrkan i september samma år. Han gravsattes i det de la Gardiska gravkoret i Varnhems klosterkyrka. 

### Psalmer
- O Jesu! när jagh hädan skal eller med titeln Kom, Jesus, du min Frälserman, nummer 621 i 1986 års psalmbok, som kan ses som ett exempel av de för tiden så vanliga 'dödsberedelsepsalmerna' för människor som kände att deras tid snart var tillända. Diktad 1686 och togs med i 1695 års psalmbok som nr 387.

- Dödens makt och tyranni, nummer 389 i 1695 års psalmbok. Psalmen är eventuellt skriven av Johanna Eleonora De la Gardie.[15]

## Övrigt
De la Gardie skänkte en orgel till Ödeby kyrka. Orgeln reparerades av Olof Hedlund, Stockholm på bekostnad av baron Casten Feif.

## I populärkultur
1785 uppfördes på Gripsholm ett skådespel skrivet av Gustav III och tonsatt av Vogler där De la Gardie framställdes som utomäktenskaplig son till kung Gustav II Adolf och Ebba Brahe.
I M. R. James skräckromantiska spökhistoria Count Magnus framställs greven som ondskefull och i pakt med djävulen i sin livstid, och som om möjligt ännu värre som odöd.
På Läckö slott uruppfördes operan "Magnus Gabriel" sommaren 2008. Verket, komponerat av Daniel Börtz till Iwar Bergkvists libretto, skildrade Magnus Gabriels liv vid såväl medgång som motgång.

## Bilder
Porträtten på Skoklosters porträttsamling omfattar 600 verk. De flesta porträtten är osignerade och är målade i olja på duk, men ett hundratal är avbildade med andra tekniker såsom till exempel gravyrer och pasteller. Oljemålningen av Magnus Gabriel De la Gardie är kontursågad furupannå från omkring år 1700 och har formatet 28,5 × 23 cm.

Porträtt av greven och riksrådet Magnus Gabriel De la Gardie iklädd hermelinbrämad, röd riksrådsmantel och spetskrås, i Skoklosters porträttsamling.
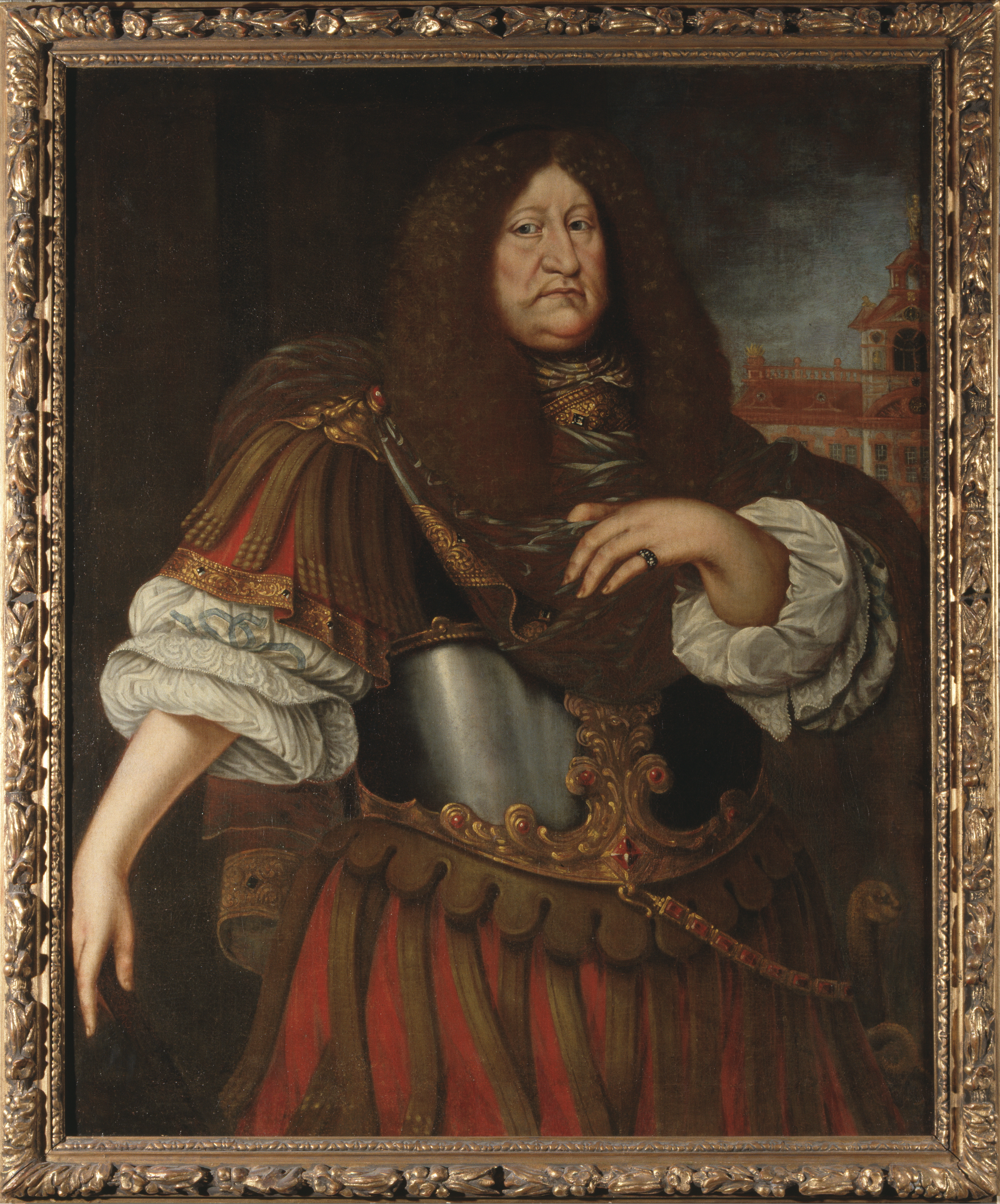
Magnus Gabriel De la Gardie, 1622–1686 (Richard Sylvius).
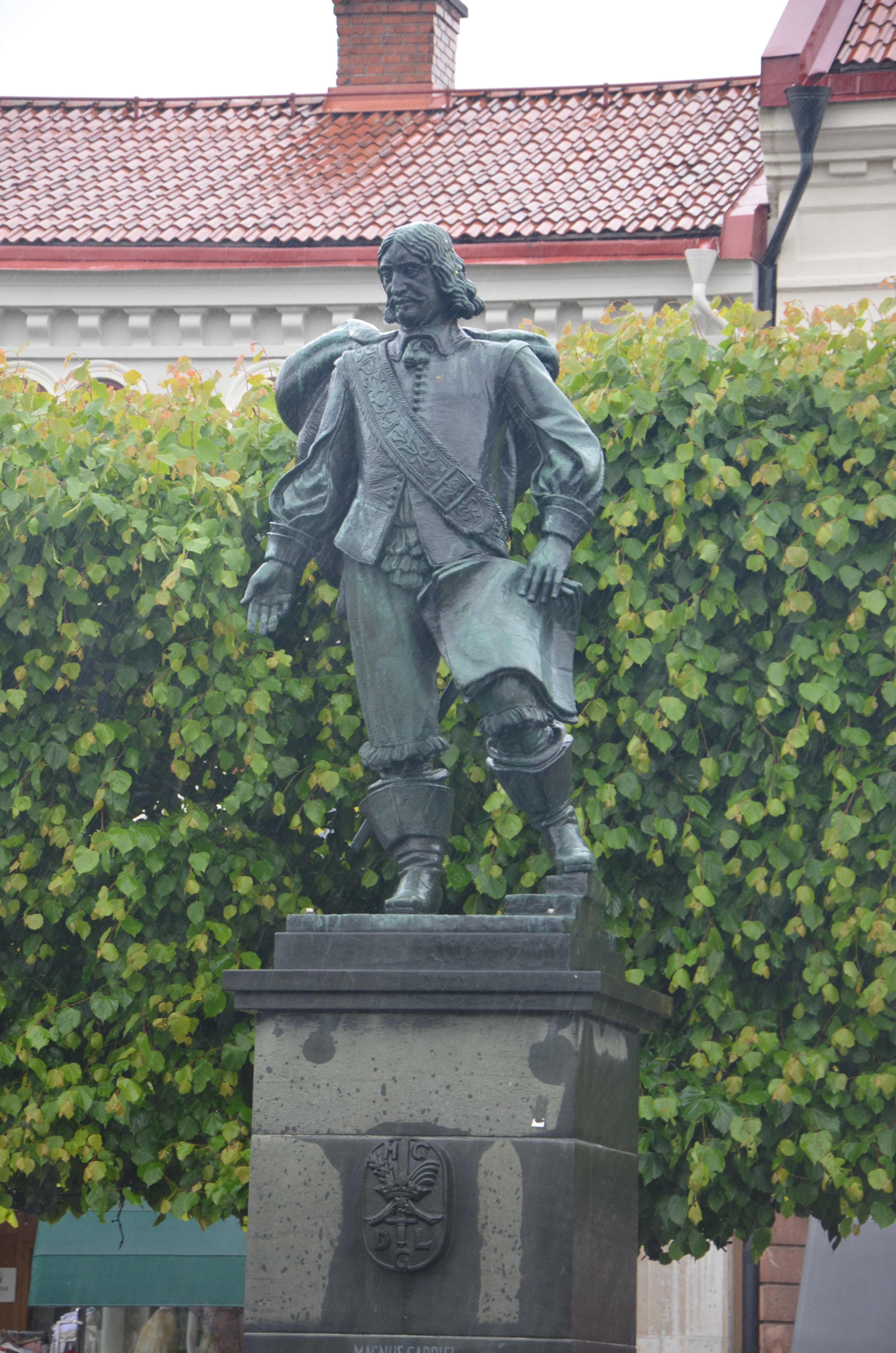
Staty av Magnus Gabriel De la Gardie, del av De la Gardiebrunnen av John Lundqvist, Nya Stadens Torg i Lidköping.
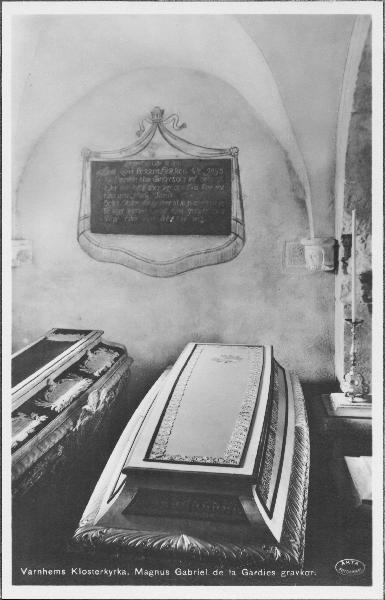
Gravkor för greve Magnus Gabriel De la Gardie (död 1686) och hans hustru Maria Eufrosyne av Pfalz (död 1687) samt deras äldste son, greve Gustaf Adolf (död 1695) och hans hustru, Elisabeth Oxenstierna (död 1726) i Varnhems klosterkyrka, Västergötland. Foto okänt datum.
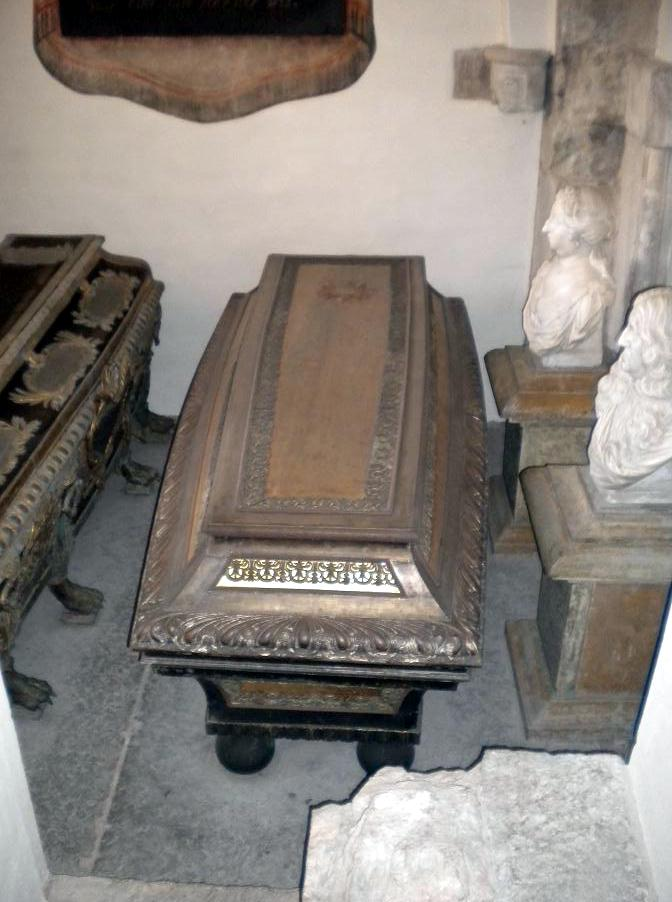
Gravkor för greve Magnus Gabriel De la Gardie (död 1686) och hans gemål Maria Eufrosyne av Pfalz (död 1687) samt deras äldste son, greve Gustaf Adolf (död 1695) och hans hustru, Elisabeth Oxenstierna (död 1726) i Varnhems klosterkyrka, Västergötland. Foto 2009.